# Kozienicki Park Krajobrazowy
Kozienicki Park Krajobrazowy im. prof. Ryszarda Zaręby położony jest ok. 100 km na południe od Warszawy, pomiędzy Radomiem a Kozienicami, w środkowo-południowej części województwa mazowieckiego, w widłach rzek: Wisły i Radomki. Powierzchnia Parku wynosi 26 233,83 ha, natomiast jego otulina zajmuje 36 009,62 ha.
Celem utworzenia Parku jest zachowanie naturalnego krajobrazu lasów Puszczy Kozienickiej.

## Rezerwaty
Na terenie parku i jego otuliny znajduje się 15 rezerwatów przyrody o łącznej powierzchni 1267,92 ha.
1. Zagożdżon, leśny, częściowy, pow. 65,67 ha
2. Ponty im. T. Zielińskiego, leśny, częściowy, pow. 36,61 ha
3. Brzeźniczka, leśny, częściowy, pow. 122,48 ha
4. Załamanek, leśny, częściowy, pow. 78,97 ha
5. Pionki, leśny, częściowy, pow. 81,60 ha
6. Ciszek, leśny, częściowy, pow. 40,28 ha
7. Jedlnia, leśny, częściowy, pow. 86,42 ha
8. Miodne, leśny, częściowy, pow. 20,38 ha
9. Ługi Helenowskie, torfowiskowy, częściowy, pow. 93,56 ha
10. Krępiec, krajobrazowy, częściowy, pow. 278,96 ha
11. Ponty Dęby, leśny, częściowy, pow. 50,40 ha
12. Leniwa, krajobrazowo-leśny, częściowy, pow. 26,89 ha
13. Źródło Królewskie, leśny, częściowy, pow. 29,67 ha
14. Okólny Ług, torfowiskowy, częściowy, pow. 168,94 ha
15. Guść, krajobrazowo-leśny, częściowy, pow. 87,09 ha, położony w otulinie parku

## Fauna

### Ptaki
W Parku występuje ok. 200 gatunków ptaków, np. orlik krzykliwy, zimorodek, rybołów, batalion.

### Ssaki
Występują tu m.in. jeleń, łoś, dzik, bóbr. 
Swoje siedlisko ma tu 16 gatunków nietoperzy, m.in. mroczek posrebrzany, mroczek pozłocisty, nocek wąsatek, mopek zachodni oraz borowiaczek.

### Płazy i gady
W Parku odnotowano występowanie 13 gatunków płazów, m.in. kumak nizinny i traszka grzebieniasta oraz 6 gatunków gadów, w tym żółwia błotnego.